# Swing (film 2001)
Swing è un film del 2002 scritto e diretto da Tony Gatlif, interpretato fra gli altri da due grandi chitarristi della scena jazz gitana, Tchavolo Schmitt e Mandino Reinhardt.
È stato presentato nella sezione Panorama del Festival di Berlino 2002.

## Trama
Max, ragazzino di 11 anni, trascorre le sue vacanze estive con la nonna in un sobborgo di Strasburgo. Quasi per caso sente suonare della musica manouche da alcuni gitani in un bar locale. Subito se ne innamora. Decide quindi di recarsi presso una comunità gitana per comprare una chitarra che ottiene barattando il suo walk-man. Una volta comprato lo strumento, Max riferisce al venditore quale sia il tipo di musica che vorrebbe imparare a suonare. Il venditore, Mandino, incuriosito dal ragazzo si offre come suo maestro personale di chitarra.
Nella comunità il ragazzo conosce Swing, ragazza gitana dal fascino magnetico. Gli zingari vivono in alcune roulotte ed in alcuni fatiscenti alloggi pubblici. Per diversi giorni il ragazzo si porta nella comunità gitana con il fine di conoscerne lo stile di vita, gli usi ed i costumi, le tradizioni, la conoscenza delle piante, ma in particolare la bellissima musica jazz manouche, una musica nata dalla fusione del jazz anni trenta e del folklore gitano.
Tra gli eterni pomeriggi di una vacanza estiva, Max alterna alle avventure con Swing le lezioni di chitarra di Miraldo, superbo chitarrista gitano. Poco alla volta il protagonista si avvicina alla realtà della comunità e crescono in lui l'amicizia e l'amore per Swing, teneramente ricambiato. Colto da un malore Miraldo muore e poco dopo il suo funerale Max deve lasciare il quartiere per andare in vacanza in Grecia con sua madre.

## Critica
Il film prosegue l'esplorazione della cultura nomade, gitana e manouches, da parte di Gatlif, un discorso già affrontato dal regista con un film del 1997 Gadjo dilo - Lo straniero pazzo.
Il regista sceglie volontariamente di fare proprio il punto di osservazione di un osservatore esterno per trasportare lo spettatore nel mondo degli zingari di Strasburgo, una comunità abbastanza integrata e stanziale, facendogli conoscere i costumi e lo stile di vita. Ne consegue un film che, come affermato da Emiliano Morreale nella sua recensione su FilmTV, guarda al mondo dei nomadi in modo "particolarmente tenero, quasi elegiaco, non interessato alle contraddizioni del mondo zingaro (sia al proprio interno che rispetto al mondo esterno)".
La scelta di assumere l'occhio del ragazzino come punto di vista attraverso il quale narrare la storia, facilita l'assunzione di un tono poetico e delicato, facendo scivolare tutto il racconto in una sorta di mondo fiabesco.

Questo tono, sempre secondo la recensione di Morreale, è "assecondato da un uso accorto della musica e da una maturità registica ormai pienamente raggiunta".
La musica assume un ruolo fondamentale nel film.

In accordo con Marina Nasi su Sentieri Selvaggi, "la musica, come tante altre volte (Vengo, Gadjo Dilo) è il centro naturale della storia" 
Max lentamente scopre la vita, la storia ed il ritmo dei manouches attraverso i loro canti e la loro musica. Andrea Olivieri nella recensione su Cinema del silenzio osserva che la cinepresa del regista entra in perfetta armonia con la storia e col pulsare della natura studiando il comportamento dell'individuo all'interno del gruppo cantando "una comunità fondata sul cambiamento e sull'accordo, solidificata in una musica dove la voce delle donne è rilanciata dal suono delle chitarre".
Il regista si mostra in grado di compiere il miracolo di trasformare i tempi del film nei tempi dello spettatore, facendo sì che la musica lo attraversi e divenga la vera protagonista. Una musica non solitaria ma collettiva, che ha la forza di creare un "sentire comune" e che dà luogo ad "un mondo dove ogni individuo ha diritto di cittadinanza, dove non c'è differenza di età, di razza o di sesso".
Ancora una volta , con lo sguardo rivolto attorno al mondo dei due bambini, Gatlif celebra il mondo delle culture nomadi esplorandone gli aspetti lungo le diverse coordinate europee, sempre sottolineandone l'unicità e la coesione ("tzigani, gitani e manouches sono la stessa cosa" il regista ebbe modo di dire). Gatlif celebrando i gitani ed il loro "lo stile di vita essenzialmente libero" con l'"esprimersi tramite musica e danza" con questo film esalta la musica jazz ed in particolare lo swing manouche.

## Colonna sonora
La colonna sonora del film comprende i seguenti brani:
- Miré pral di Mandino Reinhardt e Tchavolo Schmitt
- Arc en ciel di Mandino Reinhardt e Tchavolo Schmitt
- Reve de swing di Tchavolo Schmitt
- Kalé yaca-Les yeux noirs, brano tradizionale adattato da Tony Gatlif, Mandino Reinhardt e Tchavolo Schmitt
- Le vent, brano tradizionale adattato da Tchavolo Schmitt
- La berceuse-Nami nami ya srira di Marcel Khalife
- Hasta la vista di Tony Gatlif, adattato da Mandino Reinhardt, Tchavolo Schmitt e Tony Gatlif
- La valse de Puri Dai di Hélène Mershtein
- Romania-Rumania Rumania di Aaron Lebedoff interpretata dalla Budapest Klezmer Band
- Dumbalalaika, brano tradizionale interpretato da Marine Goldwaser
- Le chant de la paix adattato da Tony Gatlif, Abdellatif Chaarani, Mandino Reinhardt e Tchavolo Schmitt